# Lista de espécies da Ilha Caroline

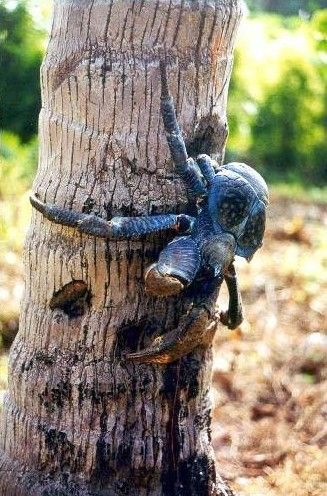
Apesar de permanecer incerto se o caranguejo-dos-coqueiros está ameaçado, Ilha Caroline é lar de uma população substancial deste artrópode.

Esta é a lista de espécies encontradas na Ilha Caroline.

## Flora

### Árvores

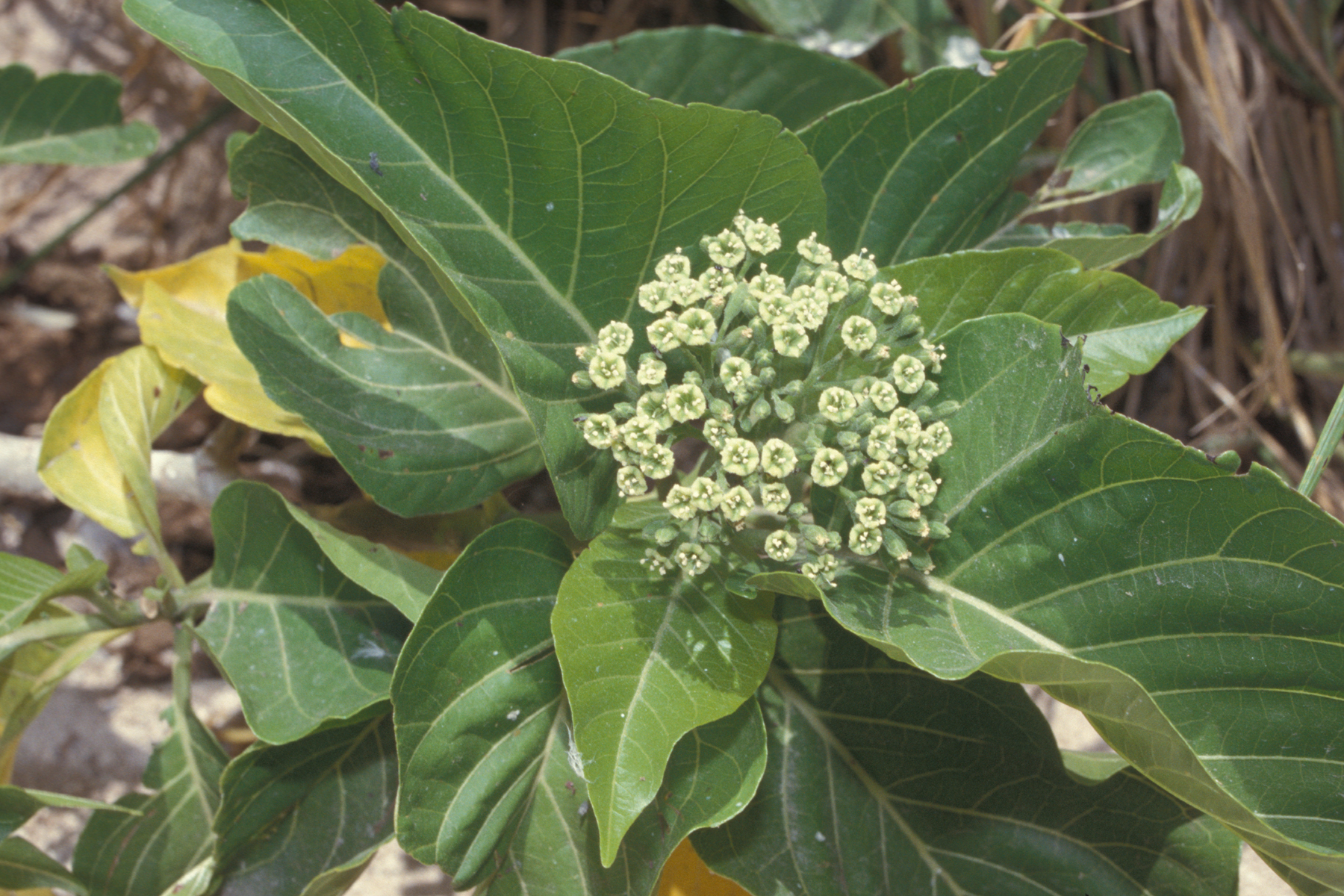
Pisonia grandis cobre as porções centrais de muitos ilhéus.

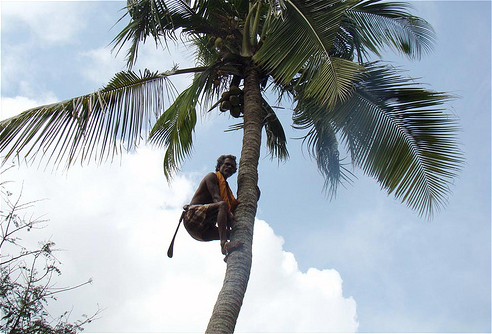
Apesar de não-nativo, coqueiros foram plantados em muitos ilhéus de Caroline nos anos 20, porém poucos permanecem atualmente.

- Pisonia grandis
- Morinda citrifolia

- Cocos nucifera
- Cordia subcordata
- Pandanus tectorus
- Hibiscus tiliaceus
- Thesoesia oopulnea

- Calophyllum

### Arbustos

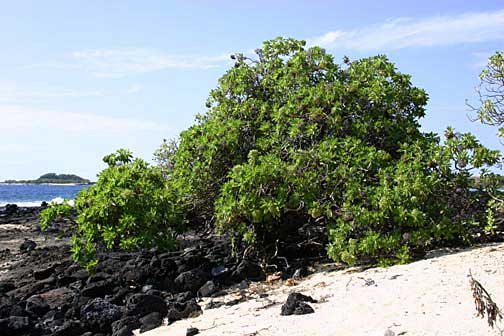
Vastas porções de arbusto Tournefortia argentea cobrem muitos dos ilhéus de Caroline.

- Tournefortia argentea
- Suriana maritima
- Ximenia americana
- Scaevola taccada

- Messerschmidia argentea

### Ervas
- Heliotropium anomalum
- Boerhavia repens
- Portulaca lutea
- Laportea ruderalis
- Achyranthes canscens
- Lepturus repens
- Phymatosorus scolopendria
- Ipomoea macrantha
- Tacca leontopetaloides
- Psilotum nudum
- Phyllanthus amarus
- Tribulus cistoides
- Sida fallax
- Lepidium bidentatum

- Ipomea tuba

## Fauna

### Aves oceânicas

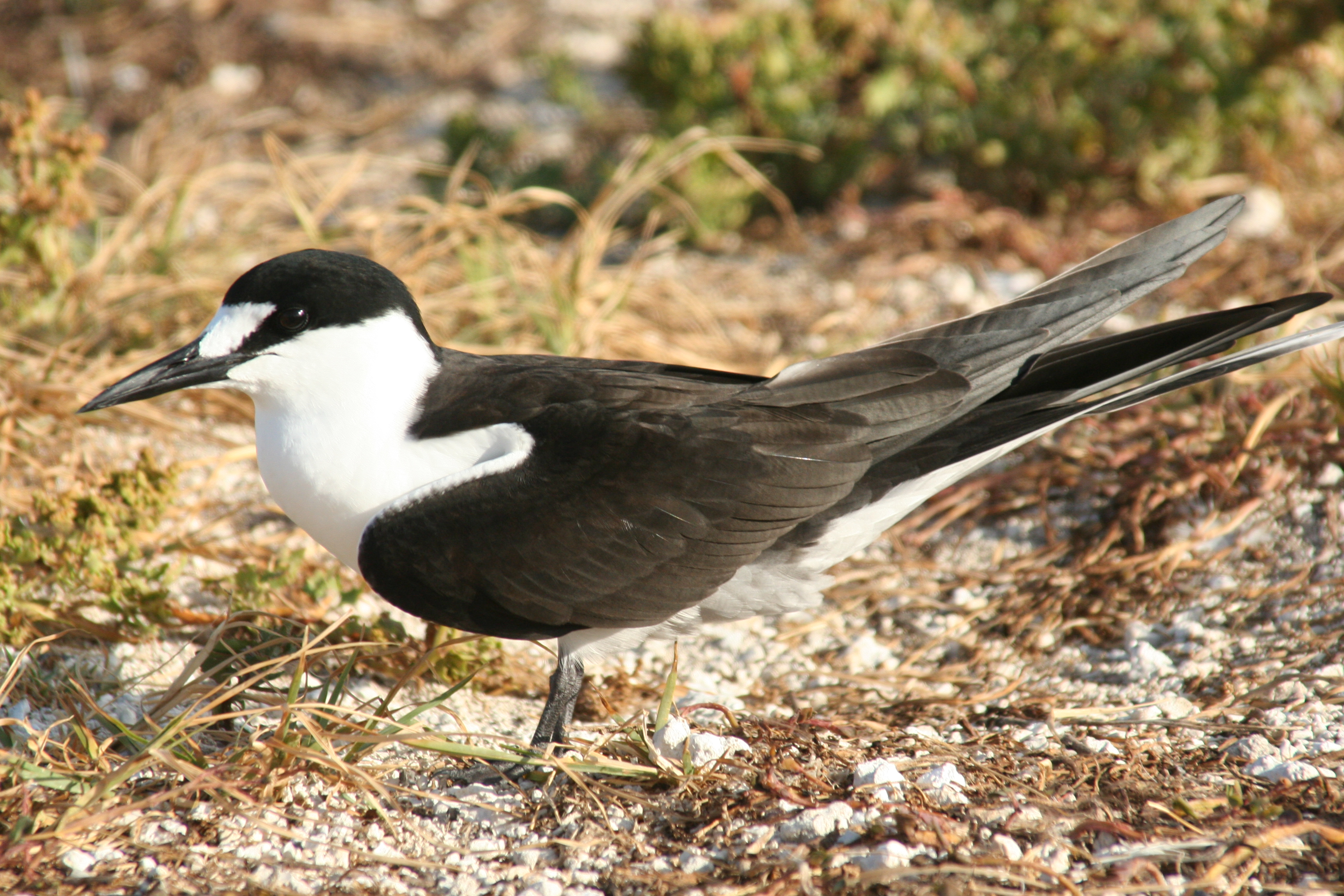
Ilha Caroline é um local de procriação para a andorinha-do-mar-escura.

- Andorinha-do-mar-escura (Onychoprion fuscata)
- Tesourão-grande (Fregata minor)
- Atobá-grande (Sula dactylatra)
- Atobá-pardo (Sula leucogaster)
- Atobá-de-patas-vermelhas (Sula sula)
- Tesourão-pequeno (Fregata ariel)
- Trinta-réis-escuro (Anous stolidus)
- Trinta-réis-preto (Anous minutus)
- Trinta-réis-branco (Gygis alba)
- Rabo-de-palha-de-cauda-vermelha (Phaethon rubricauda) (Kepler)
- Trinta-réis-azul (Procelsterna cerulea) (Kepler)

### Outras aves

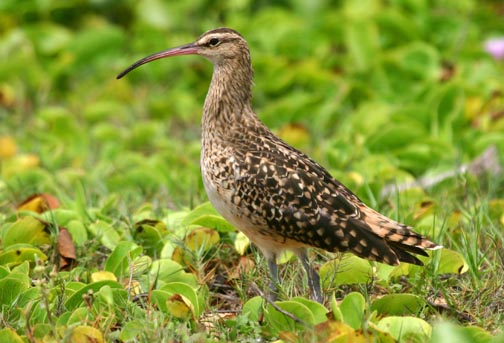
Numenius tahitiensis está entre as espécies vulneráveis que ocasionalmente visitam o Atol Caroline.

- Tarambola-dourada-siberiana (Pluvialis fulva)
- Numenius tahitiensis
- Heteroscelus incanum
- Eudynamis taitensis
- Egretta sacra (Kepler)
- Tarambola-dourada-pequena (Pluvialis dominica) (Kepler)
- Rola-do-mar (Arenaria interpres) (Kepler)
- Pilrito-das-praias (Crocethia alba) (Kepler)

### Lagartos
- Lepidodactylus lugubris (Kepler)
- Gehyra oceanica (Kepler)

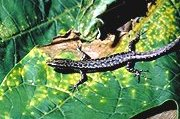
Seis espécies de lagartos, incluindo Cryptoblepharus poecilopleurus, foram encontradas na Ilha Caroline.

- Cryptoblepharus poecilopleurus (Kepler)
- Lipinia noctua (Kepler)
- Emoia cyanura (Kepler)
- Emoia impar (Kepler)

### Mamíferos
- Rato-do-pacífico (Rattus exulans) (Kepler)
- Tursiops gilli (Kepler)

### Tartarugas

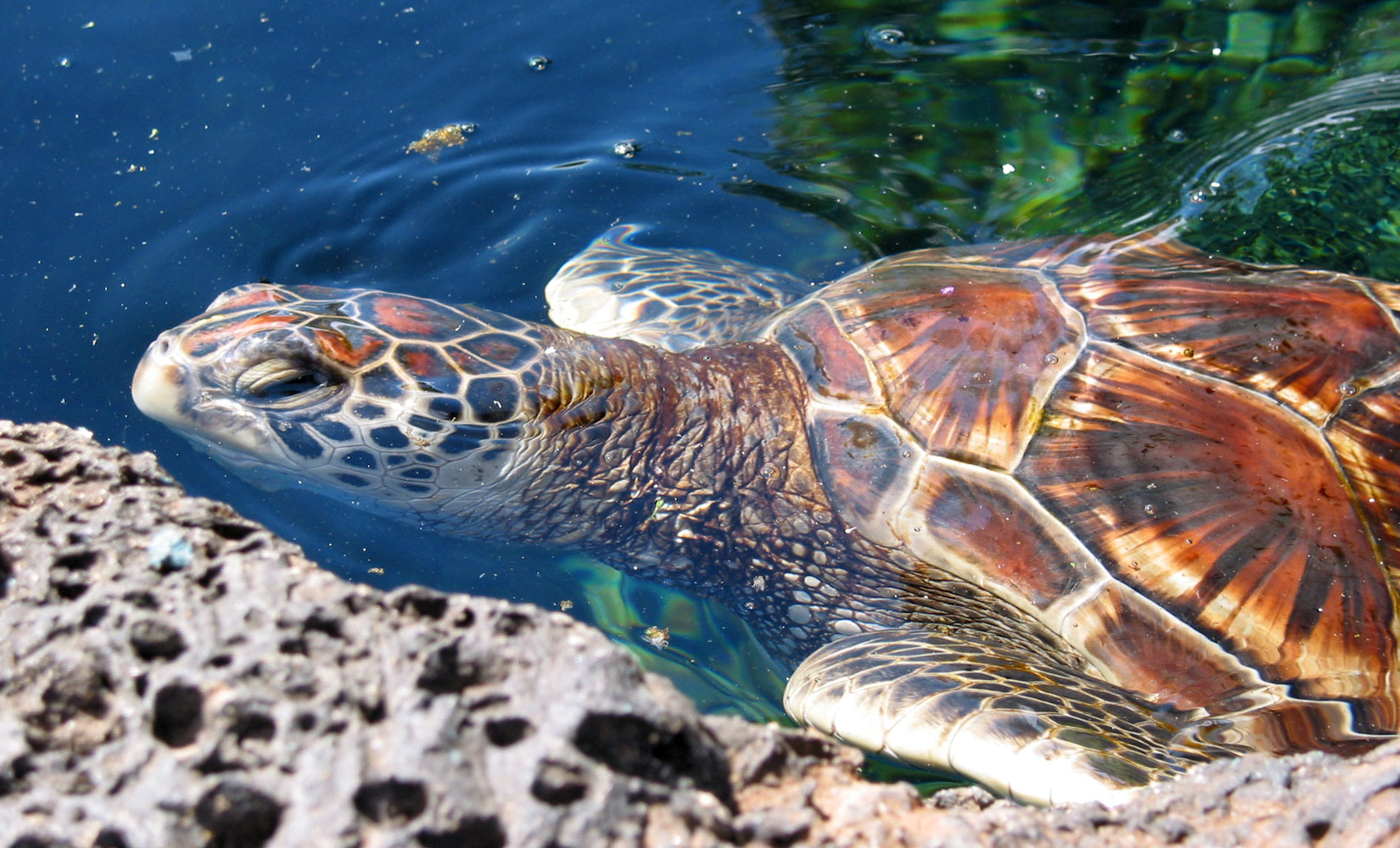
Acredita-se que a tartaruga-verde faz seu ninho nas praias de Ilha Caroline.

- Tartaruga-verde (Chelonia mydas)

### Caranguejos
- Caranguejo-dos-coqueiros (Birgus largo)
- Carpilius maculatus (Kepler)
- Cornobita perlatus (Kepler)